# Kay Bojesen

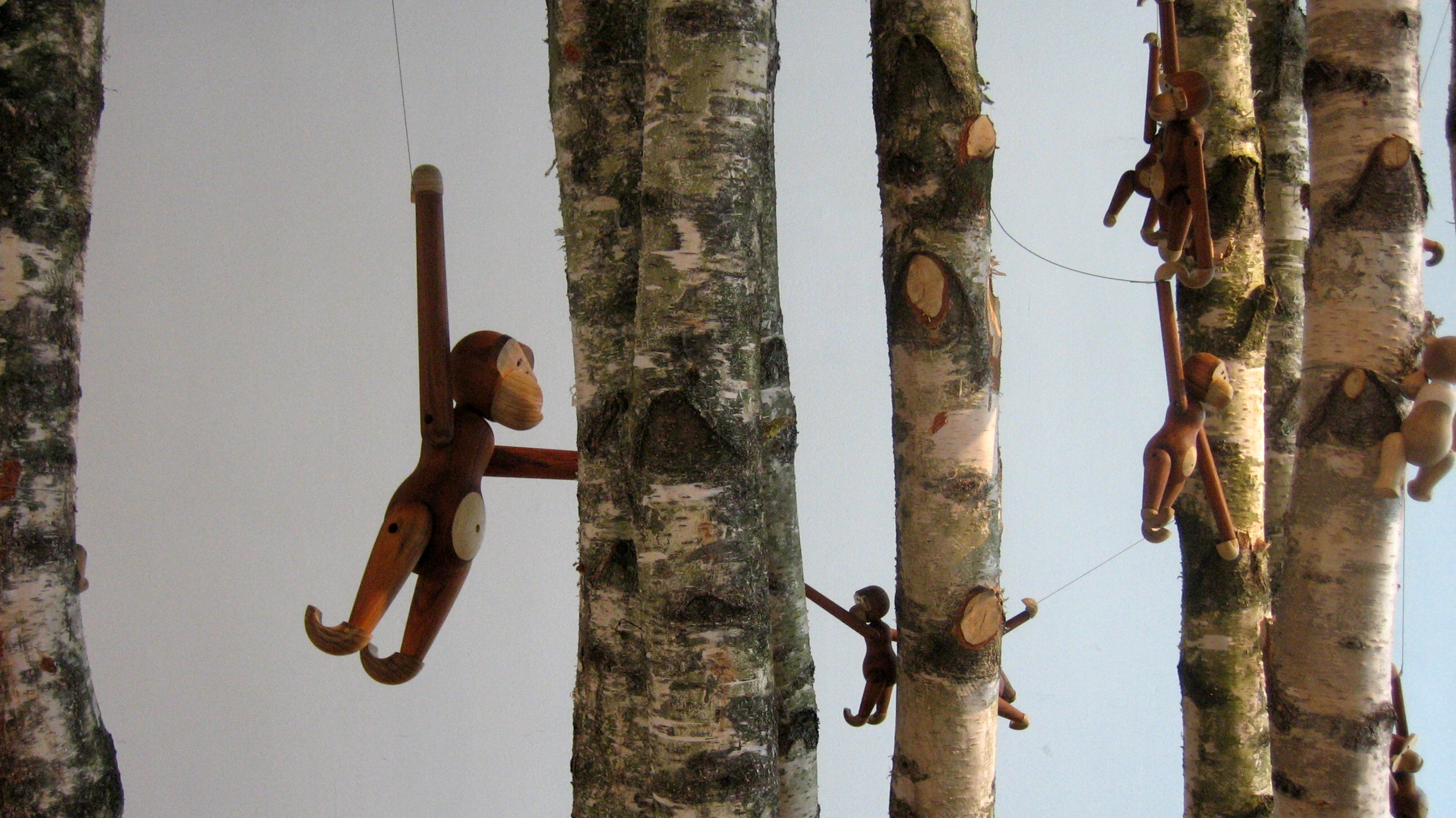
Apor i teak.

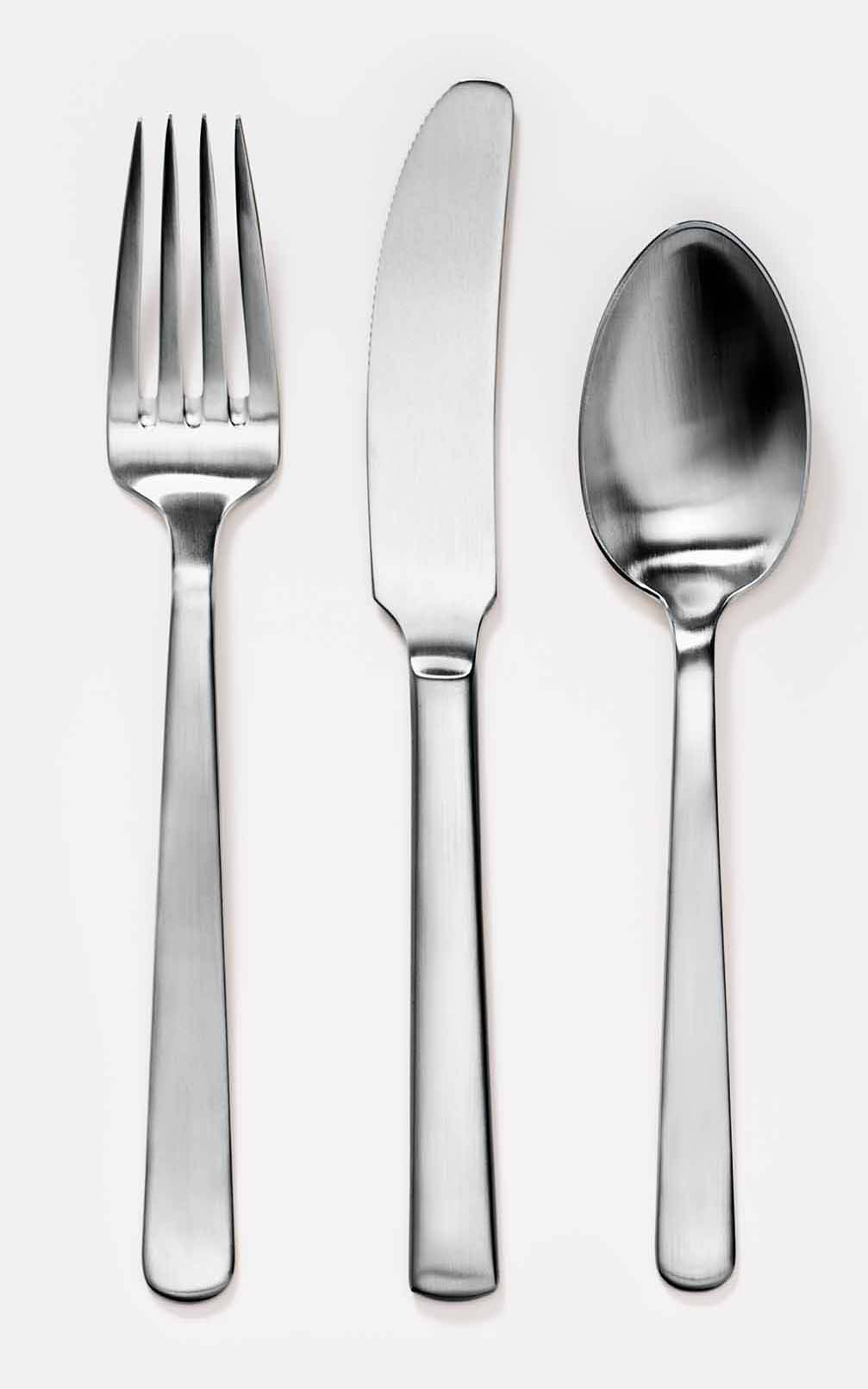
Grand Prix-bestick.

Kay Bojesen, född 15 augusti 1886 i Köpenhamn, död 28 augusti 1958, var en dansk silversmed och formgivare. Han var son till förläggaren Ernst Bojesen. 
Kay Bojesen gick i lära och arbetade för Georg Jensen 1906-10. Därefter fortsatte han sin utbildning i Tyskland och arbetade som silversmed i Paris. År 1913 öppnade han en egen firma i Köpenhamn och 1922 formgav han sina första träleksaker. Hans tidigare arbeten var jugendinspirerade och från 1928 använde han avskalade funktionalistiska former. Mellan 1930 och 1932 var Boyesen konstnärlig ledare vid porslinsfabriken Bing & Grøndahl och hade därefter åter en egen verkstad i Köpenhamn för silversmide och träleksaker.
Bojesen var särskilt känd för sina leksaker och figurer i trä, till exempel hans livgardessoldater från 1942, apa i teak och limbaträ från 1951 samt elefant i ek från 1953 och papegoja från 1950-talet. Han formgav också barnmöbler och en gunghäst. Hans bestick från 1938 vann förstapris på Milanotriennalen 1951 och benämndes därefter Grand Prix.

## Utmärkelser
- Riddare av Dannebrogorden,  1955[4]

[Redigera Wikidata]